# جيمس إيرب
جيمس إيرب (بالإنجليزية: James Earp)‏ هو رائد أعمال أمريكي، ولد في 28 يونيو 1841 في هارتفورد في الولايات المتحدة، وتوفي في 25 يناير 1926 في سان بيرناردينو في الولايات المتحدة.